# Eliane Richepin
Eliane Richepin, (París, 1910 - 9 de marzo de 1999) fue una pianista y compositora francesa.

## Biografía
Niña prodigio, Éliane Richepin realizó sus estudios musicales en el Conservatorio Nacional de Música y Danza de París, donde obtuvo varios primeros premios en piano, armonía, fuga, contrapunto y composición. Se formó en piano con los maestros Georges Falkenberg, Marguerite Long, Alfred Cortot e Yves Nat. Sus maestros de armonía, fuga y contrapunto fueron Paul Fauchet y Noël Gallon, así como Henri Büsser en composición. 
Aceptada en el Concurso de Roma en 1938, recibió el Premio de Bellas Artes en 1943 por su obra Fantasía para piano y orquesta, la cual creara en colaboración con la Association des concerts Pasdeloup bajo la dirección del director y compositor francés Albert Wolff. A partir de este momento su carrera despega internacionalmente y obtiene el más rotundo éxito tanto en Europa como en América así como en el mediano y lejano oriente.
Miembro del jurado del Conservatorio Nacional de Música y Danza de París, fue invitada a ser miembro del jurado de los grandes concursos internacionales de piano como el concurso Chopin (1970) en Varsovia, el concurso Long-Thibaud, Busoni, Vercelli, María Canals en Barcelona, así como en los concursos de piano de Buenos-Aires, Oporto y Río de Janeiro
Fue nombrada miembro de honor por la Orquesta de Filadelfia durante una de sus giras por los Estados Unidos y desde el comienzo de su carrera en 1946, Eliane Richepin ofreció más de 1200 recitales los cuales se suman a los más de 700 conciertos con orquesta que ofreció bajo la dirección de los mejores directores del momento. 
Además de una ser una consumada pianista, se dedicó a la organización de eventos culturales y artísticos importantes. Fue ella quien fundó el Concurso Internacional de Piano de Montevideo, concurso que integra la federación de concursos internacionales de piano, el cual también presidió. A principios de la década de 1970 fundó y presidió el Centro Internacional de Música de Annecy, en donde han enseñado grandes figuras de la pedagogía francesa como Joseph Calvet, Flachot Queen, Roger Bourdin, Daniel Deffayet o Michèle Auclair.
También por esa época fundó la Université Musicale Internationale de París (UMIP), como una escuela del más alto nivel y en la que reunió a un gran número de sus amigos artistas, pedagogos eminentes como Livia Rev, Milosz Magin, Julien Falk Anne-Marie Mangeot, Devy Erlyh, Oscar Cáceres, Suzanne Roche, Marcelle Heuclin Alain Bernaud, Isabelle Nef, Annie Challan y Roger Bourdin.
Invitada para dar clases magistrales alrededor del mundo en los grandes centros de la pedagogía del piano (Tokio, Moscú, Sofia, Osaka, Berlín, Varsovia, Londres, Atenas), se dedicó particularmente durante su larga carrera como pedagoga, al descubrimiento y apoyo de los jóvenes pianistas. Con ese objetivo organiza un gran evento que se dio en llamar "La noche del piano", con el fin de dar a conocer los jóvenes pianistas al gran público. Este evento, lanzado en 1978, se desarrolló en Annecy desde el año siguiente y durante casi veinte años hasta 1997.
Algunos de sus alumnos más destacados son: Roger Muraro, Carlos Cebro, Frédéric Mage,Tomoko Horinaka-Monty, Jacques Delannoy, Philippe Soler, Monique Barabino, Matthieu Gonet, Frédéric Lagarde, Bruno Fabius, Christian Kircher, Pascal Jourdan, el compositor y pianista Demis Visvikis, Pascal Gallet, François Weigel, Manuel Molkhou, Pascal Kerharo, Fabio Luz, Florence Millet y Pascal Escande, fundador del Festival de Auvers-sur-Oise, y a quien ella confiara la dirección de las Academias y del Festival de Annecy para sucedderla. 
En homenaje a Eliane Richepin, Alain Lompech, periodista, musicóloga y crítica musical del diario «Le Monde», terminaba su crónica del 15 de marzo de 1999 de la siguiente manera: «¿Cómo era su manera de tocar? Eliane Richepin no era una virtuosa sin riendas, su juego no tenía nada que ver con el pianismo sobre articulado de Marguerite Long. Una sonoridad profunda, un imaginativo fraseo y un rubato a veces; el cual debía un poco a Alfred Cortot y a su propia concepción de Chopin, de Ravel y de Debussy, de los que fue una intérprete excepcional. Si Éliane Richepin no exteriorizaba un "pianismo", que ella puso exclusivamente al servicio de la música, no era por falta de recursos. Siendo ya mayor de setenta y cinco años, ejecutaba los veinticinco preludios de Chopin, que en muchos aspectos, siguen siendo el panteón de la técnica pianística».

## Discografía
- Chopin : 24 Preludios op. 28 - Disque Variance (1973) - VR 33531 (D)
- Chopin : 4 Balladas y 4 Mazurkas op. 30 - Disque REM - 10183 XT